# Baumwall station
Baumwall station tillhör Hamburgs tunnelbana  och ligger på Hamburgs äldsta tunnelbanelinje U3 i stadsdelen Neustadt. Stationen ligger utomhus på en viadukt som sträcker sig längs hamnen fram till Landungsbrücken station. I närheten av stationen finns sevärdheterna Miniatur Wunderland, Hamburg Dungeon, Elbphilharmonie samt Speicherstadt.

## Bilder

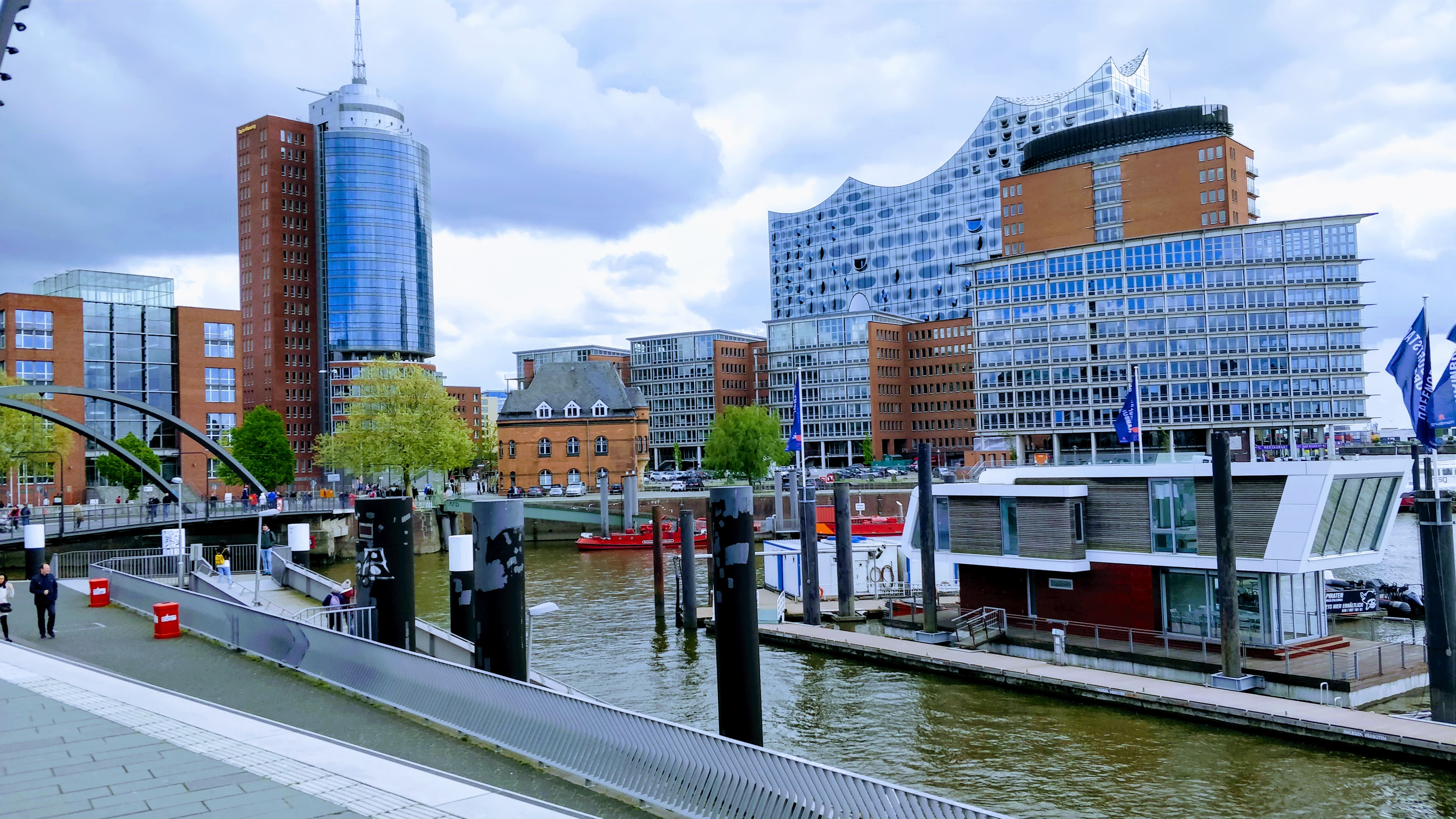
Utsikt utanför stationen
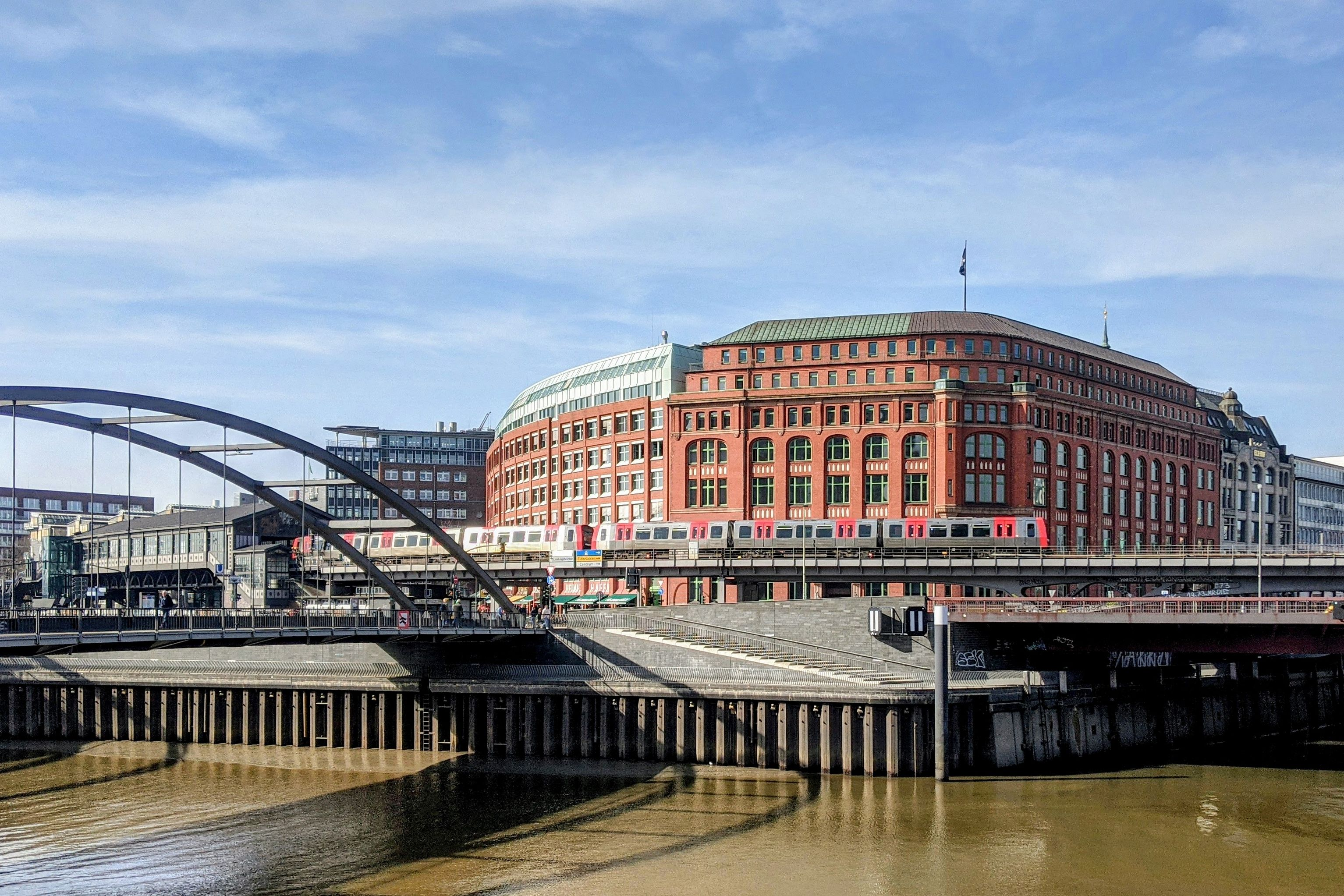
Baumwall station
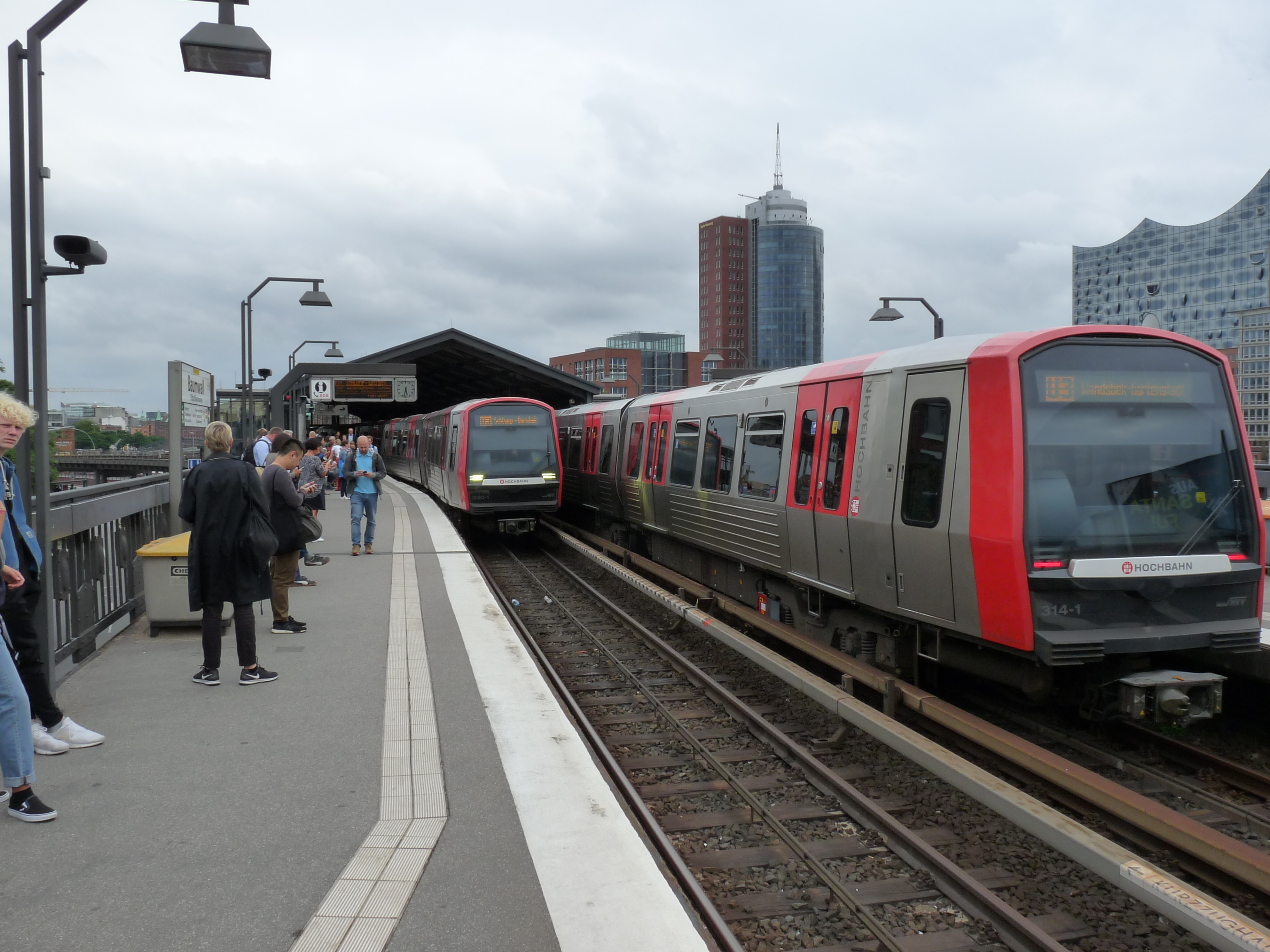
Elbphilharmonie i bakgrunden
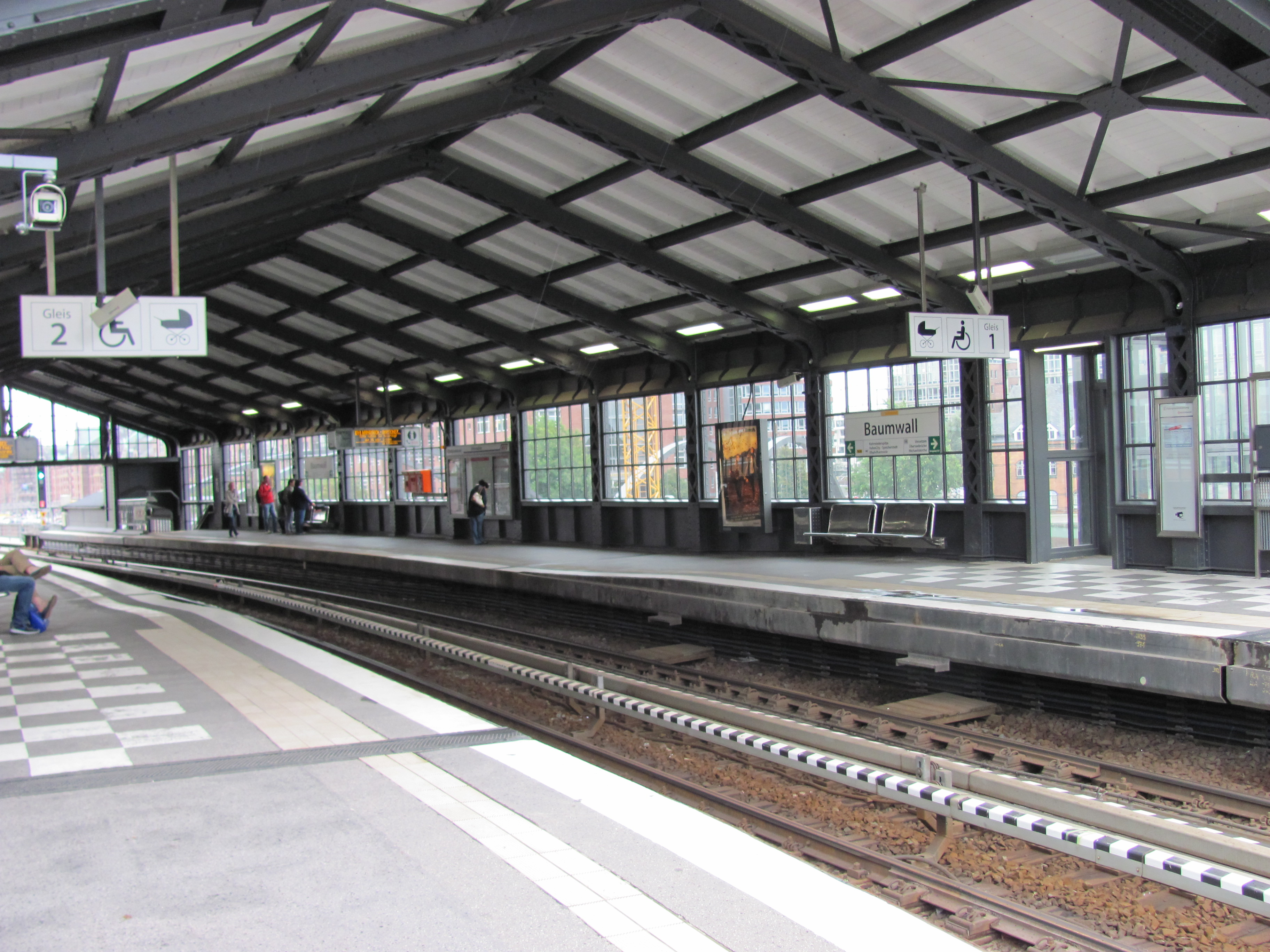
Perrongdel under tak
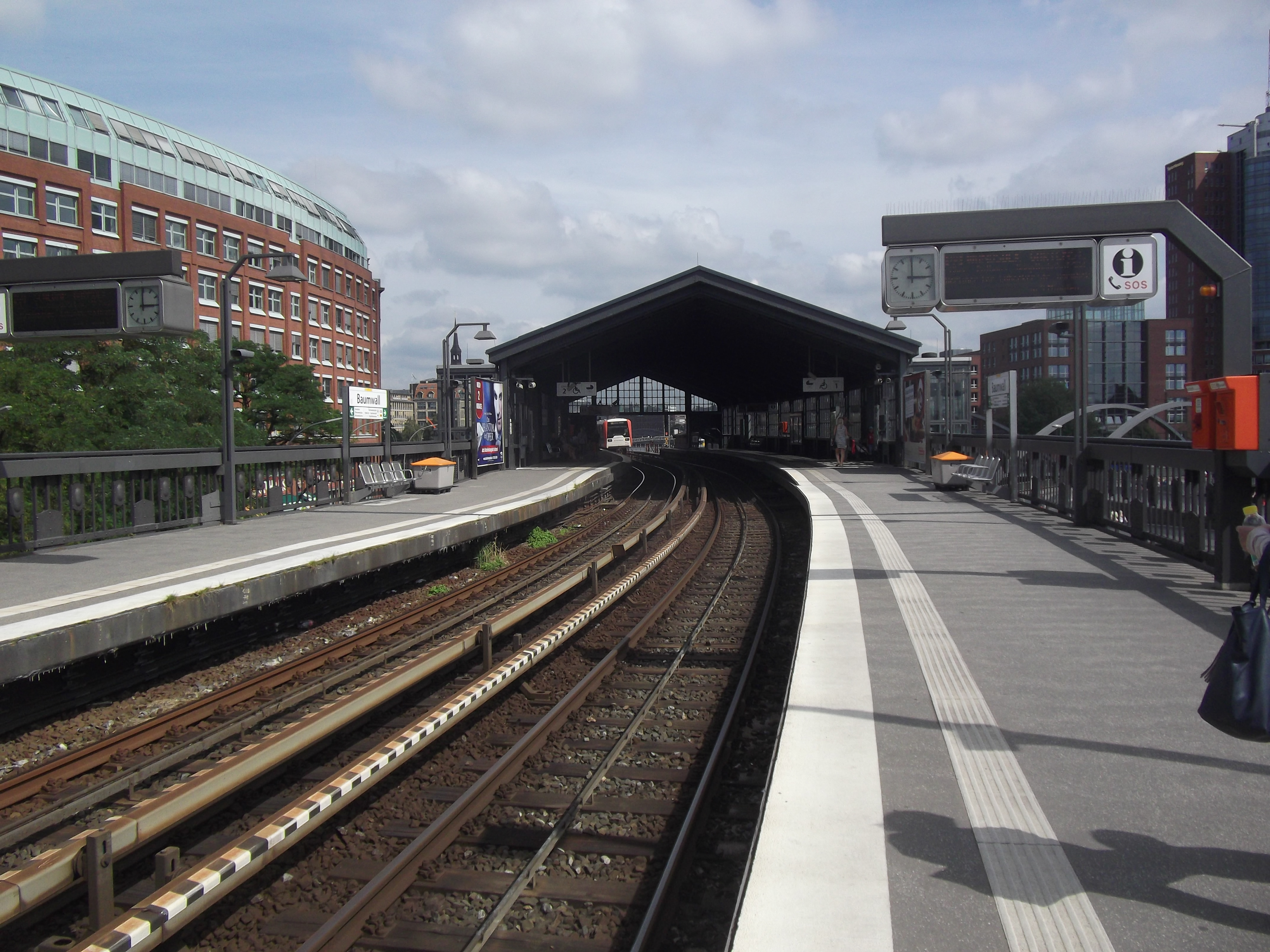
Perrongdel utomhus
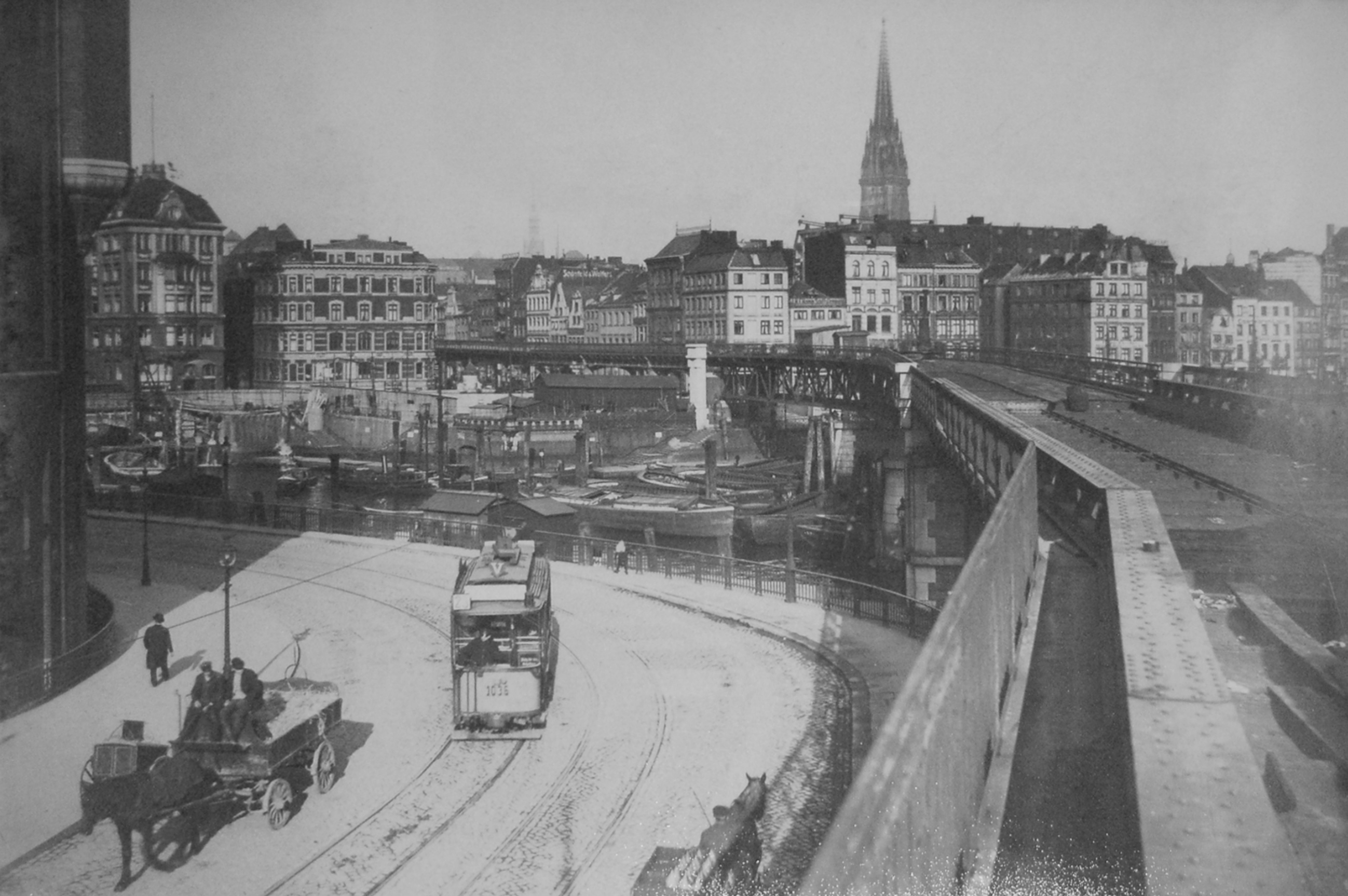
Station Baumwall 1912